# Cantonul Burie
Cantonul Burie este un canton din arondismentul Saintes, departamentul Charente-Maritime, regiunea Poitou-Charentes, Franța.

## Comune
| Comune                 | Populație (1999) | Cod poștal | Cod INSEE |
| ---------------------- | ---------------- | ---------- | --------- |
| Burie                  | 1 259            | 17770      | 17072     |
| Chérac                 | 1 030            | 17610      | 17100     |
| Dompierre-sur-Charente | 449              | 17610      | 17141     |
| Écoyeux                | 1 152            | 17770      | 17147     |
| Migron                 | 627              | 17770      | 17235     |
| Saint-Bris-des-Bois    | 414              | 17770      | 17313     |
| Saint-Césaire          | 915              | 17770      | 17314     |
| Saint-Sauvant          | 514              | 17610      | 17395     |
| Le Seure               | 238              | 17770      | 17426     |
| Villars-les-Bois       | 250              | 17770      | 17470     |